# Kapilavastu
Kapilavastu (Sanskrit), Kapilbastu oder Kapilavatthu (Pali; früherer Name: Taulihawa) ist eine Stadt im Terai in Nepal im gleichnamigen Distrikt, etwa 40 km westlich von Siddharthanagar und 11 km von der indischen Grenze. Besondere Bedeutung obliegt diesem Ort als überlieferte Geburtsstätte des historischen Buddha Siddharta Gautama.
Kapilavastu ging aus der Zusammenlegung der Zentralgemeinde Taulihawa mit einigen Umlandgemeinden hervor. 2014 kamen die benachbarten Village Development Committees (VDCs) Gotihawa (im Süden) und Tilaurakot (im Norden) zur Stadt hinzu.
Die Stadt liegt am westlichen Flussufer des Banganga.
Das Stadtgebiet umfasst 63,3 km².
Kapilavastu war einst die Hauptstadt des kleinen Staates des Shakya-Volks im nördlichen Indien.

## Einwohner
Im Jahre 2011 hatte Kapilavastu (einschließlich der VDCs Gotihawa und Tilaurakot) 43.471 Einwohner (davon 21.725 männlich) in 7129 Haushalten.
Ohne diese beiden VDCs betrug die Einwohnerzahl 30.428.

## Bedeutung
Der mythologischen Überlieferung zufolge soll die Stadt von den Schülern des vedischen Weisen (Rishi) Kapila erbaut worden sein. Kapilavastu wird in den Sutras als der Ort beschrieben, an dem Siddhartha Gautama, der spätere Buddha, seine Jugendjahre verbrachte; da die Verortung schwierig ist, wird diese Ehre jedoch auch von den Orten Tilaurakot und Piprahwa (Indien) beansprucht. Im dortigen Palast seines Vaters Shuddhodana, der der Herrscher (Raja) dieses kleinen Reiches war, soll auch die Vermählung mit Yasodhara und die Geburt des gemeinsamen Sohnes Rahula stattgefunden haben. Insbesondere die Legende von den „Drei Ausfahrten“, bei denen der Prinz der Tatsache von Alter, Krankheit und Tod ins Auge blickte, macht auch Kapilavastu zu einem Pilgerort für Buddhisten. Von seiner Vaterstadt aus trat der junge Siddhartha im Alter von 29 Jahren den Weg in die Hauslosigkeit an, um als Asket den Weg zur Befreiung vom Leid und schließlich die Erleuchtung zu finden.

## Geschichte
Fa-hsien, ein chinesischer Pilger aus dem 5. Jahrhundert, beschrieb Kapilavastu (chinesisch 迦毘羅衛) als „eine großartige Szenerie der Leere und Verlassenheit,“ bewohnt von ein paar Mönchen, ein oder zwei Familien und gefährlichen Tieren wie Löwen und weißen Elefanten. Fa-hsien besuchte die weniger bekannten Schauplätze wie den Palast der Shakya, wo die Kennzeichen des Bodhisattva-Kindes entdeckt wurden, und den Garten von Lumbini östlich der Stadt, wo die Mutter des künftigen Buddha badete und niederkam. Hügel, Stupas und andere Ruinen zeugen vom einstigen Wohlstand dieser Gegend.
Die touristische Attraktivität des historischen Ortes in der heutigen Verwaltungszone Lumbini und die Lage an der Grenze des heutigen Indien mit Nepal erklären auch die Kontroverse, ob der historische Palast von Kapilavastu nun diesseits oder jenseits der Grenze lag.

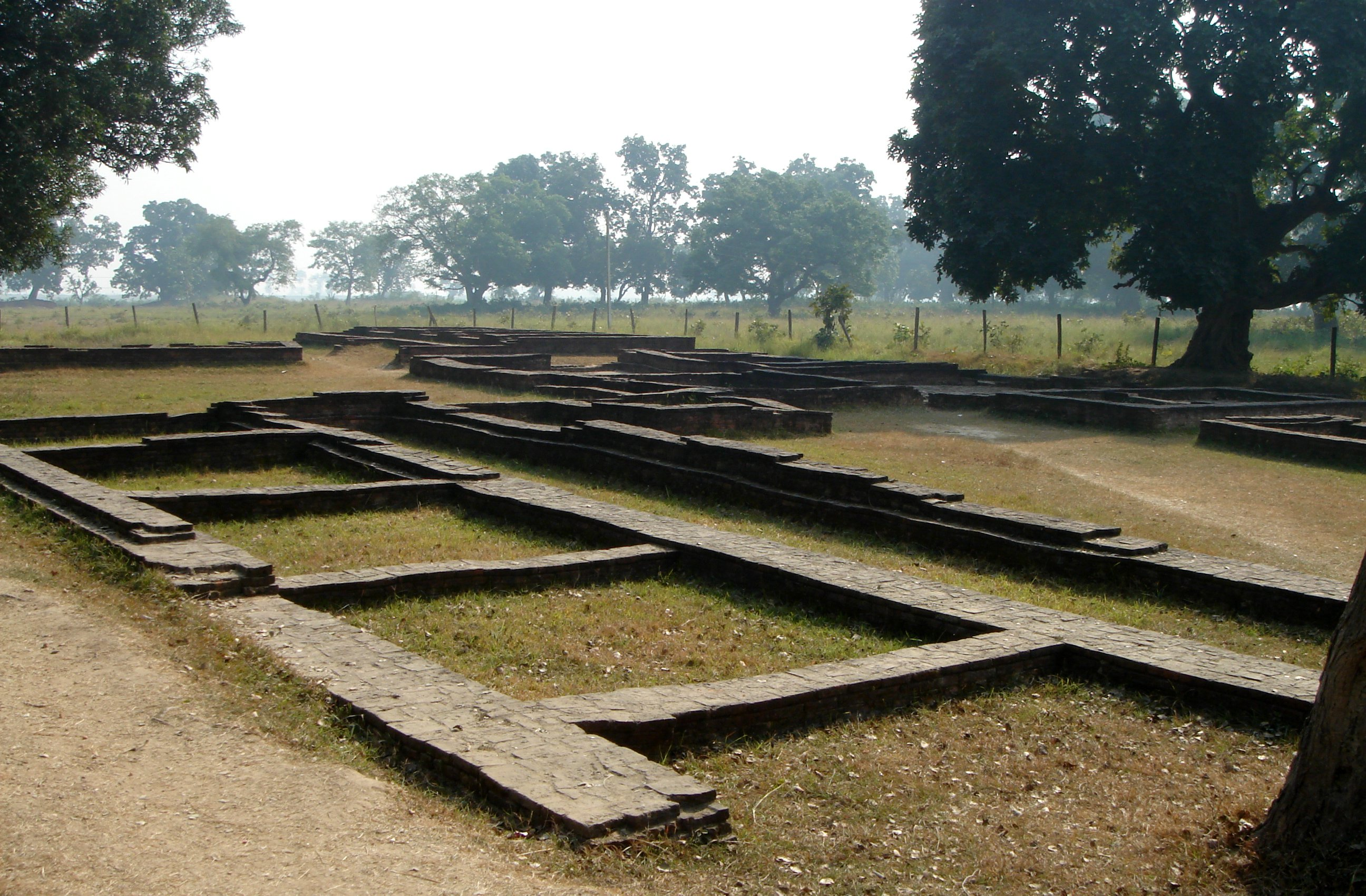
Überreste von Wohnhäusern (Palast?) in Kapilvastu
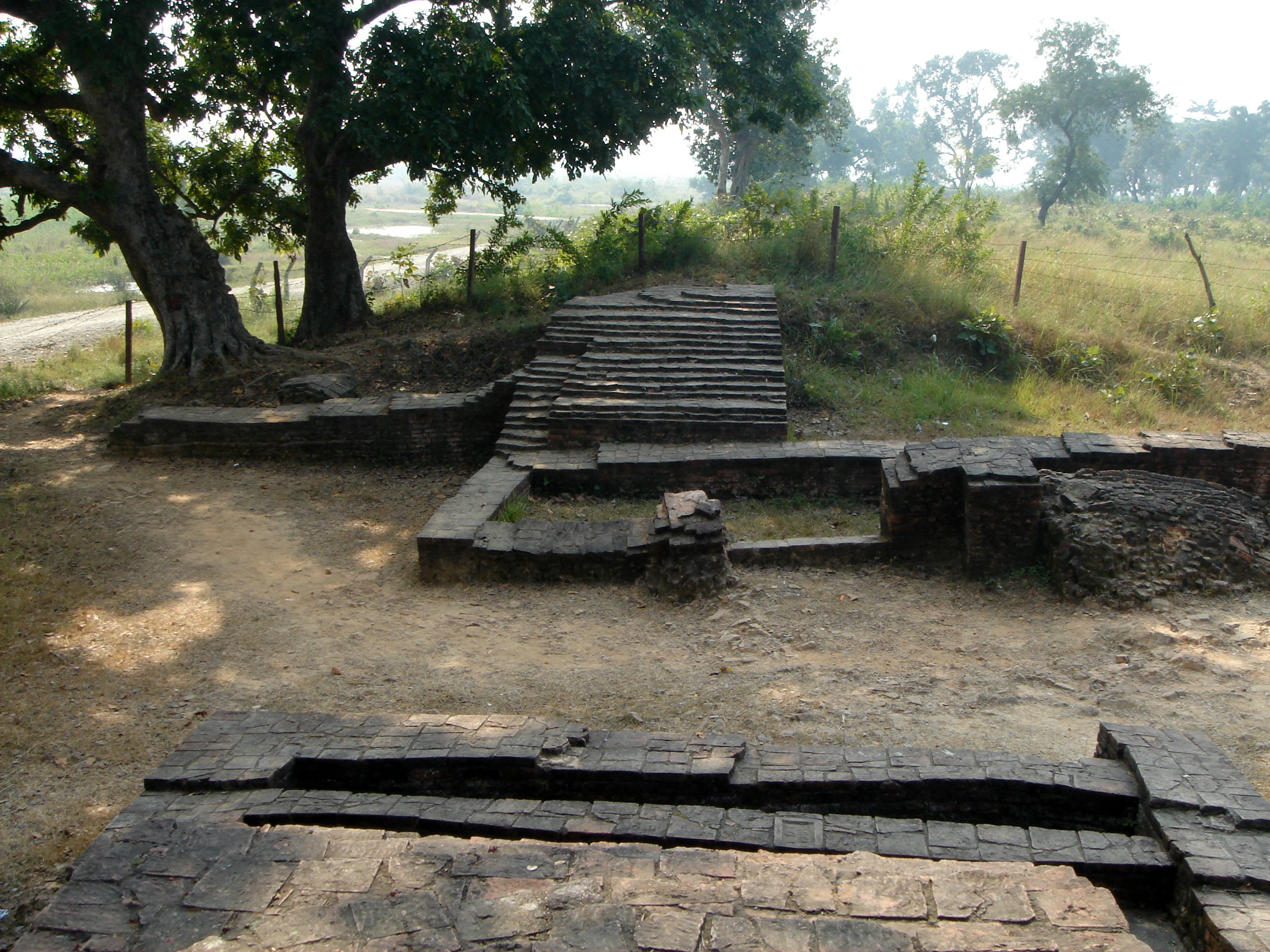
Überreste des Ost-Tores in Kapilvastu
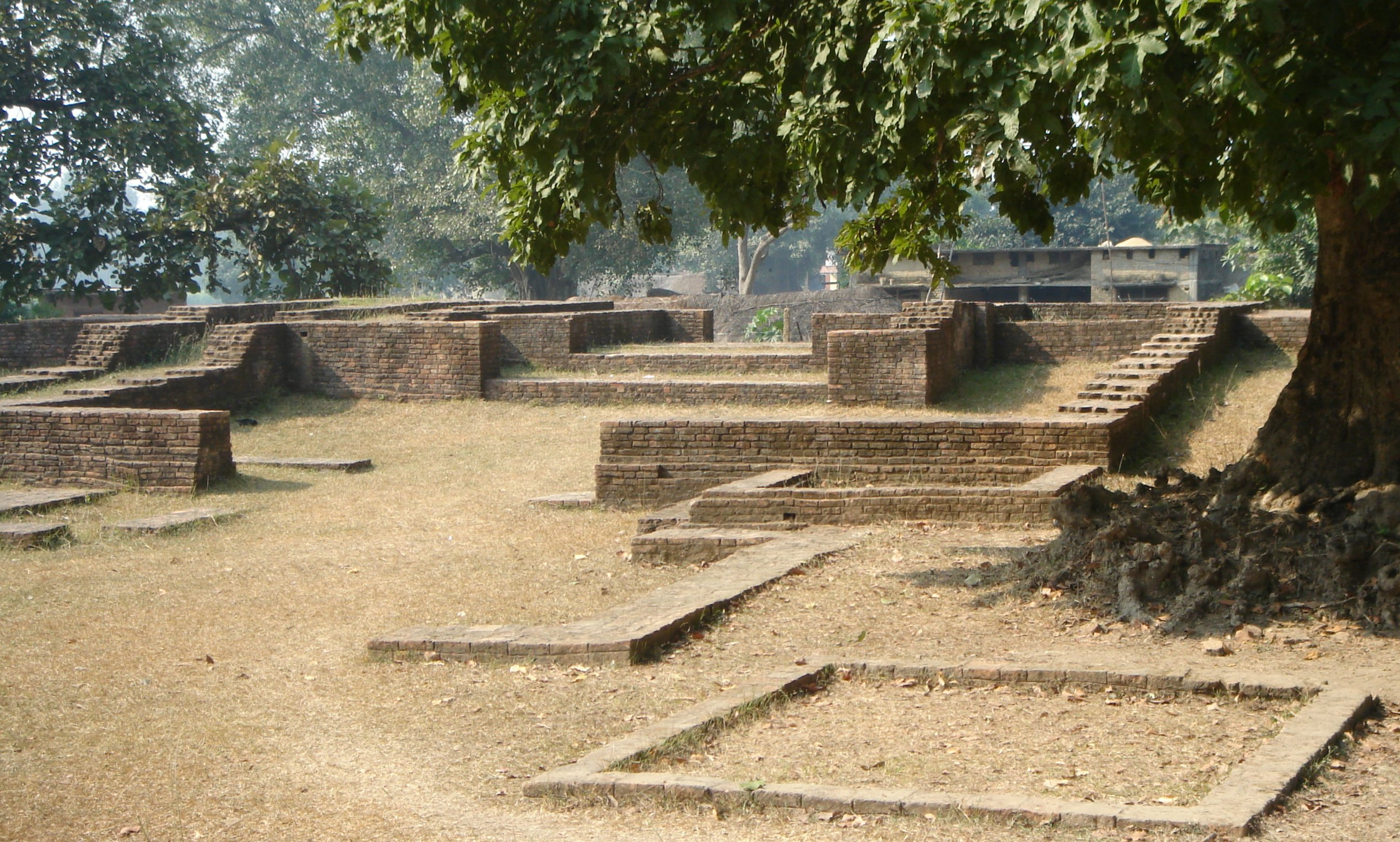
Überreste des West-Tores in Kapilvastu